# Parc de la Villette
 (juin 2025).
Le parc de la Villette est un parc public situé dans le 19e arrondissement de Paris en France. Il se trouve sur le site des anciens abattoirs de la Villette, construits en 1867 sur décision de Napoléon III et du préfet Haussmann et détruits en 1974. Il s'étend sur 55 hectares dont 33 d'espaces verts, ce qui en fait le plus grand espace vert de la capitale, devant le jardin des Tuileries (25,5 ha), le parc des Buttes-Chaumont (25 ha) et le jardin du Luxembourg (23 ha).
Le parc est inauguré en présence de François Mitterrand le 12 octobre 1987.

## Présentation

### Emplacement
Le parc de la Villette se trouve dans le nord-est de Paris, dans le 19e arrondissement Paris (quartier du Pont-de-Flandre).
Il est traversé en son milieu par le canal de l'Ourcq, entre la porte de la Villette au nord à la porte de Pantin au sud. Deux passerelles piétonnières (passerelle de la Moselle et passerelle des écluses de la Villette) enjambent le canal, qui font la liaison entre le nord et le sud. Depuis 2008, un pont flottant mobile est installé en été, à mi-chemin entre ces deux passerelles, pour faciliter le passage des promeneurs, des cyclistes et des personnes à mobilité réduite.
Le parc de la Villette s'étend sur 55 hectares, dont :
- 16 hectares de surfaces vertes sur 35 hectares non bâtis,
- 8 hectares de pelouses accessibles au public,
- 3 hectares de jardins.

### Projet
L'architecture du parc a été confiée en 1983 à Bernard Tschumi, architecte français d'origine suisse, à la suite du concours international pour la conception architecturale du parc lancé en 1982. La particularité essentielle du parc est de ne pas rompre la perspective du nord au sud. Une promenade cinématique fait apparaître des jardins à thème qui sont autant d'aires de jeux, de théâtres où la nature est mise en scène. Une galerie rectiligne couverte d'un toit en forme d'onde fait la liaison entre le nord et le sud. Le parc est fortement ponctué par une trame systématique d'édifices rouges appelés « folies ».

### Programmation

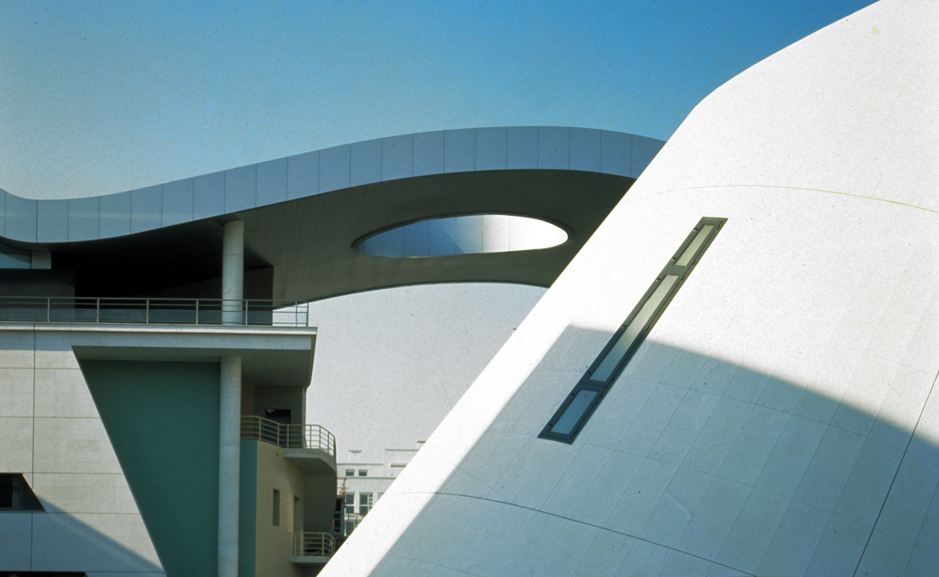
La Cité de la musique, conçue par Christian de Portzamparc et inaugurée en 1995.

Situé dans le 19e arrondissement de Paris, le parc se trouve à proximité du département de la Seine-Saint-Denis avec pour communes limitrophes, Pantin et Aubervilliers. La Villette est un des premiers établissements culturels à proposer une programmation pluridisciplinaire. En effet, depuis plus de vingt ans, La Villette offre tout au long de l'année de nombreuses occasions de divertissements : concerts (jazz, musiques du monde, électroniques, classique, contemporaine, pop et rock), cirque contemporain, expositions, théâtre, danse, cinéma en plein air…
Plusieurs festivals de musique et de cinéma se tiennent au parc de la Villette :
- Villette sonique se tient au parc de la Villette et la grande halle depuis juin 2006.
- Jazz à la Villette est un festival de musique co-produit par la Villette et la Philharmonie de Paris depuis 2002.
- Cinéma en plein air est un festival de cinéma qui, depuis 1990, projette des films les soirs d'été sur un écran en plein air sur la prairie du Triangle entre le Zénith et la grande halle.
- Le SMMMILE-Vegan Pop Festival est un événement autour de la musique et de la culture végane. La première édition eut lieu du 16 au 18 septembre 2016 et réunit 10 000 personnes dans le parc.

### Gouvernance
L'établissement public du parc et de la grande halle de la Villette (EPPGHV) est un établissement public à caractère industriel et commercial (EPIC) placé sous tutelle du ministère de la Culture et de la Communication. Il a été créé en 1993 à la suite de la fusion de l'Établissement public du parc de la Villette (EPPV), de l'Association de la grande halle (AGH) et de la Société d'économie mixte de la Villette (SEMVI).
L'artiste espagnole Blanca Li en est la présidente, nommé en 2024.

## Historique
La Villette est à l'origine le nom d'une commune du département de la Seine, annexée à Paris en 1859.

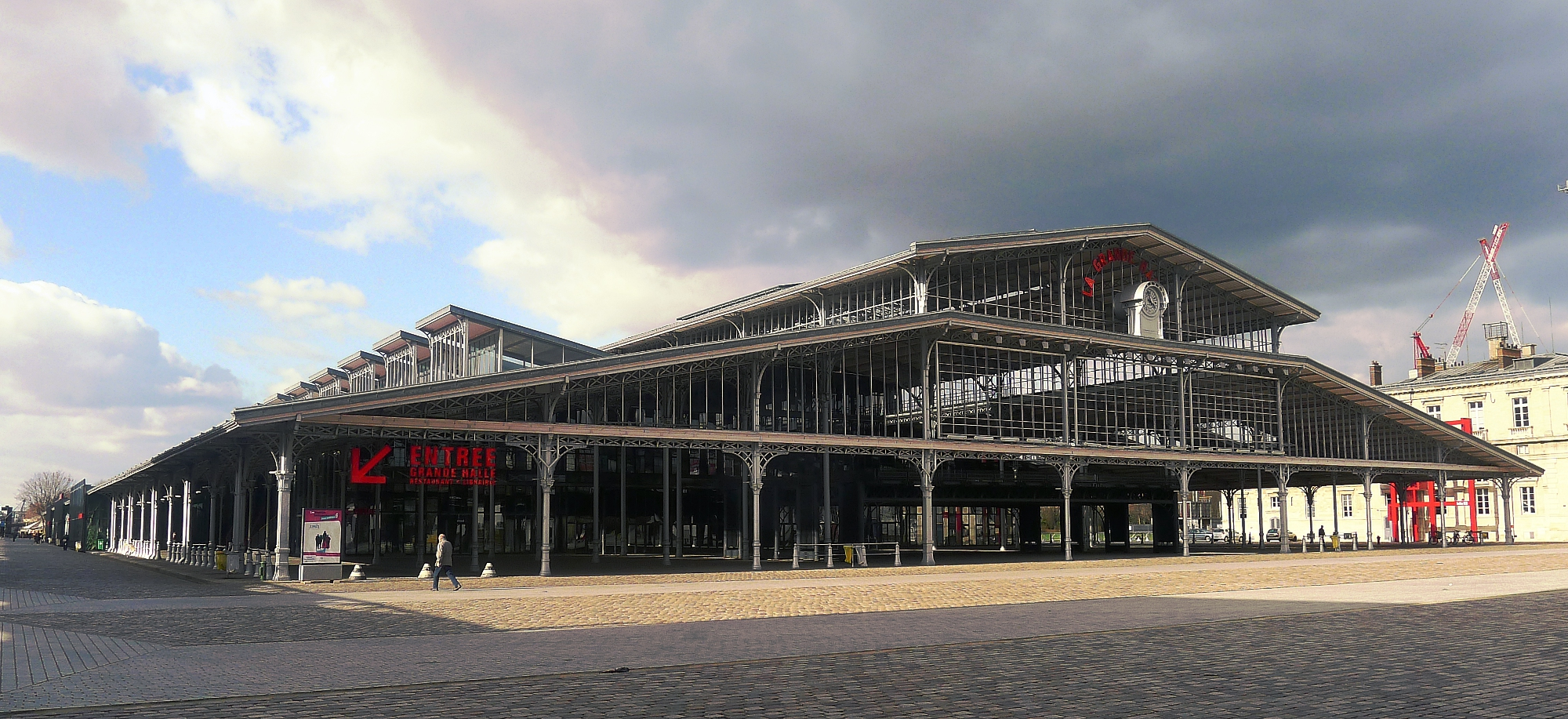
La grande halle de la Villette, qui abritait le marché aux bestiaux.

Le 25 octobre 1973, le gouvernement Messmer annonce la fin des activités industrielles et commerciales de la Villette et de ses abattoirs, précisant seulement l'imminence d'une « opération d'urbanisme de grande envergure » ; il n'est pas encore question de parc, plutôt de logements, d'équipements sociaux et collectifs. Les abattoirs et le marché aux bestiaux sont mis hors service le 15 mars 1974. Pendant la période de transition qui suit cette fermeture, la Société d'économie mixte d'aménagement et de gestion du marché d'intérêt national de Paris la Villette (SEMVI) veut montrer que les halles peuvent être réutilisées. Elle ouvre peu à peu l'espace au public et organise de nombreux concerts dans l’ancienne Halle aux moutons. La Villette accueille notamment David Bowie, les Rolling Stones et Miles Davis.
En 1975, Jean Sérignan, directeur de la SEMVI, rédige une proposition d'aménagement du secteur de La Villette, dans laquelle il suggère que le site des abattoirs soit converti en parc urbain. Cette idée lui est venue après avoir observé, durant l’année d’expérimentation, les citadins s'emparant et transformant cette friche industrielle en un lieu de promenade. Il envisage de donner une dimension culturelle à ce parc en observant les pratiques spontanées qui s’y développent. Des expositions photos sont notamment organisées dans des baraques de chantiers ; le skatepark de la Villette a été construit par un industriel lors de tests de construction à partir de parois légères en béton.
L'État lance en 1976 un concours d'idées organisé par l'Atelier parisien d'urbanisme (APUR) concernant le réaménagement de la Villette non abouti faute de crédits.
Le 13 juillet 1979, un décret crée l'établissement public du parc de la Villette (EPPV), dirigé par l'ex-préfet de la région parisienne Paul Delouvrier.
Le projet de création d'un musée et d'un parc est alors adopté sous la présidence de Valéry Giscard d'Estaing, puis continué après l'élection présidentielle de 1981 portant la gauche, et François Mitterrand, au pouvoir. Une Cité de la musique s'ajoute alors au projet d'un musée des sciences et des techniques. Selon l'historienne Danièle Voldman, « la marque socialiste s'exprime dans la volonté plus nette de rééquilibrer Paris vers l'est avec des équipements culturels de haut niveau ; en ce sens, La Villette ne se comprend pas sans l'Opéra de la Bastille ».

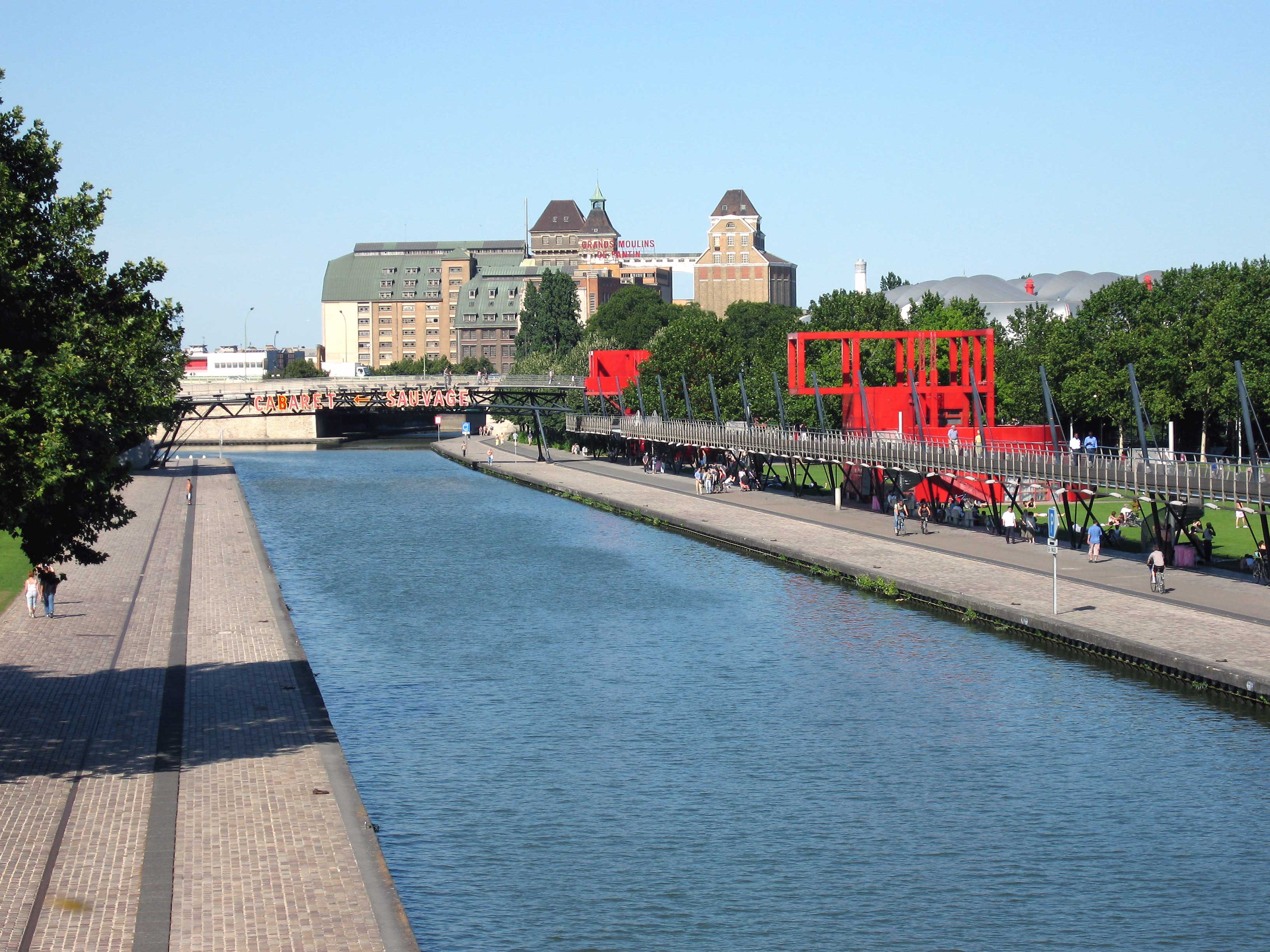
Le canal de l'Ourcq, au fond les Grands Moulins de Pantin et à droite le toit gonflable du Zénith, une salle de concerts, deux folies (en rouge).

Le concours est officiellement lancé le 8 avril 1982 à l'initiative de Jack Lang, alors ministre de la Culture. Les élus ne veulent « ni d'un square, ni d'un bois aux portes de la ville, ni de logements sociaux ou de prestige au milieu de pelouses et de bosquets. L'idée du zoning des années cinquante et soixante est révolue ». Le parc de la Villette se distingue par son absence d'enclos, étant ouvert jour et nuit. La plaquette de présentation du concours commence par une citation de Hegel, « La nature se trouvant ainsi transformée en une vaste demeure sous le ciel ouvert… », ce qui fait dire à Danièle Voldman que « le futur parc est moins conçu comme un équipement urbain que comme une réflexion théorique et conceptuelle sur la place de la nature dans une ville de l'âge post-industriel ». La plaquette cite aussi la devise de Rabelais et de l'abbaye de Thélème, « Fay ce que voudras ».
Le jury rassemble les architectes Vittorio Gregotti et Renzo Piano, les paysagistes Pierre Dauvergne et Paul Friedberg, des politiques (François Barré de l'EPPV et Simone Robert, conseillère générale de la Seine-Saint-Denis) ainsi que des historiens (Françoise Choay) et des théoriciens (Joseph Rykwert), un sculpteur, des sociologues, un peintre et le biologiste Henri Laborit. N'arrivant pas à désigner un seul lauréat, le jury propose à neuf finalistes de participer à une seconde phase du concours pour les départager. Bernard Tschumi, jusqu'alors connu davantage comme théoricien que comme constructeur, est finalement désigné maître d'œuvre général du projet le 25 mars 1983,. Bernard Tschumi n'est pas le seul à avoir inclus dans son projet le concept des folies.
En 1993, l'Établissement public du parc et de la grande halle de la Villette (EPPGHV) naît de la fusion de l'EPPV, de la SEMVI et de l'Association de la grande halle. Par ses statuts, il est à la fois chargé de l'aménagement des espaces bâtis et paysagers du parc et de la programmation culturelle de la grande halle, de l'espace Chapiteaux, du pavillon Paul-Delouvrier, du WIP Villette ainsi que des espaces de plein air. En parallèle, d'autres institutions culturelles coexistent sur le parc : la Cité de la musique, le Conservatoire national supérieur de musique et de danse de Paris, la Cité des sciences et de l'industrie et le théâtre Paris-Villette, etc. (cf. liste ci-dessous).

## Architecture et urbanisme

Plan du parc et ses 26 folies (en rouge).

### Principes de conception de Bernard Tschumi

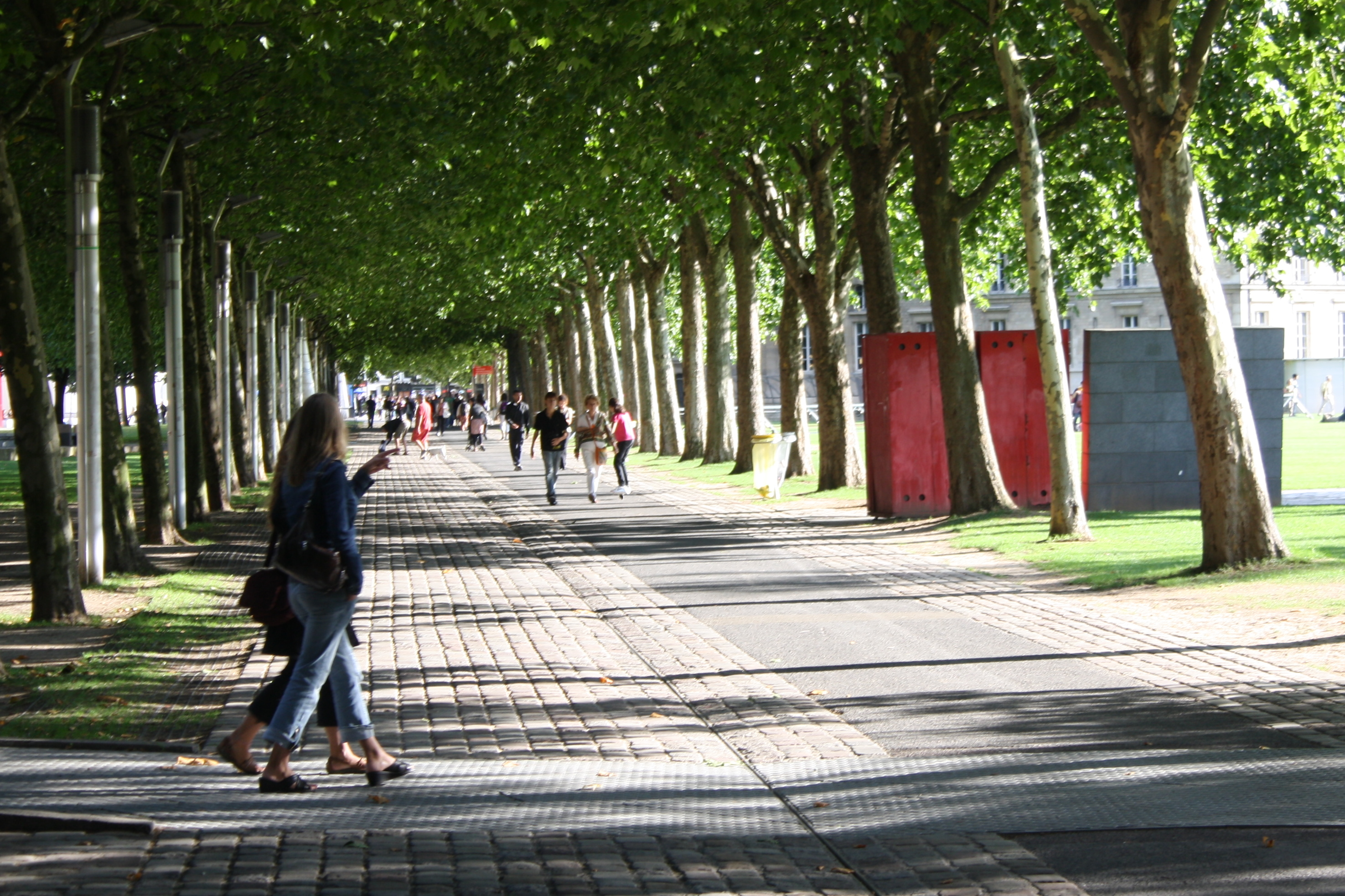
Allée de déambulation au sein du parc.

L'architecte Bernard Tschumi a conçu le parc de la Villette à partir d'un système de points, de lignes et de surfaces,,.
- Des lignes : la galerie de l'Ourcq et la galerie de la Villette. Deux grands axes traversent le parc : l'un nord-sud, la galerie de la Villette, caractérisée par sa couverture en forme de vague. L'autre est-ouest, la galerie de l'Ourcq, qui borde le canal du même nom. Une piste cyclable longeant le canal permet notamment de se rendre à la Villette depuis la place de Stalingrad. La promenade cinématique, chemin sinueux de 3 km, est bordée d'aires de jeux, de jardins paysagers et d'espaces intimistes aux ambiances aquatiques et agrémentés d'œuvres d'art, comme le jardin des bambous conçu par Alexandre Chemetoff qui accueille le Cylindre sonore de Bernhard Leitner et la Diagonale pour des bambous de Daniel Buren.
- Des surfaces : les prairies et les espaces. Les huit hectares de pelouse du parc sont divisés en surfaces délimitées, dont l'une est circulaire — la prairie du cercle, coupée diamétralement par le canal — et une autre triangulaire, la prairie du Triangle qui borde la grande halle. Enfin, l'espace Chapiteaux est réservé à l'accueil des spectacles de cirque et le Magic Mirror éphémère devenu le Cabaret sauvage.
- Des points : les folies, au nombre de 26, qui quadrillent le parc[7],[8].

### Les 26 Folies
Au XVIIIe siècle, on nommait « folie » les petits pavillons disposés dans les jardins français qui servaient de lieux de plaisance. C'est le nom que Bernard Tschumi a donné aux 26 bâtiments rouges de formes variées, mais tous construits sur la base d'un cube de 10,80 mètres de côté, qui quadrillent le parc selon un espacement de 120 mètres. Beaucoup de ces bâtiments remplissent des fonctions très variées liées à leur situation sur le parc,.
Les 26 Folies du parc sont :
- Folie Douce (N7) Surface 84 m2.
- Folie Accueil-Information (L1) marque l'entrée du parc au nord.
- Entrée Cité de la musique (N9).
- Folie Argonaute (P4), ancien sous-marin de la Marine nationale.
- Folie Little Villette (L7), devant le pavillon Paul-Delouvrier ; surface : 53 m2.
- Petite Folie (P5) Sa terrasse donne sur la berge du canal de l’Ourcq ; surface : 202 m2.
- Folie belvédère (P6) Surface : 30 m2.
- Folie billetterie du Zénith (R6), située à l'entrée de la salle de concerts.
- Folie café (P7), réhabilitée et agrandie en 2012, abrite le restaurant de sandwichs Goutu ; surface : 141 m2.
- Folie de l'aventure (N5) ; surface : 365 m2.
- Folie des Anges (R5), sert de point de transition entre le parc, la galerie de l'Ourcq et la passerelle permettant de franchir le canal à l'est du parc ; surface : 27 m2.
- Folie de l'écluse (L3) marque l'accès au parc depuis l'écluse du canal Saint-Denis ; surface : 29 m2.
- Folie du bout du monde (R4) donne sur les jardins de la Cité des sciences et de l'industrie.
- Folie horloge (N1).
- Folie information-billetterie (L9), c'est le point d'entrée sur le parc côté porte de Pantin. Elle a vocation à accueillir et orienter des visiteurs ; surface : 598 m2.
- Folie Janvier (N8), bâtiment administratif de La Villette.
- Folie kiosque (L4), surface : 60 m2.
- Folie (L2), À la folie Paris, restaurant-bar ; surface : 660 m2.
- Folie des fêtes (N6) ; surface : 338 m2.
- Folie Philharmonie (P8).
- Folie observatoire (N4), située à proximité du radiotélescope installé il y a une trentaine d'années[Depuis quand ?] ; surface 73 m2.
- Folie rond-point des canaux (J5), elle marque l'entrée ouest du parc et permet l'accès à la passerelle est-ouest qui longe le canal.
- Folie du théâtre (L8) indique le théâtre Paris-Villette.
- Folie des vents et des dunes (L6), qui sert de sas d'entrée au jardin des vents et des dunes ; surface : 169 m2.
- Folie des merveilles (L5), située au rond-point des canaux et accolée au restaurant My Boat. Surface : 587 m2.
- Trabendo (R7) : salle de concert d'environ 720 m2.

### Architectes-paysagistes et artistes du parc

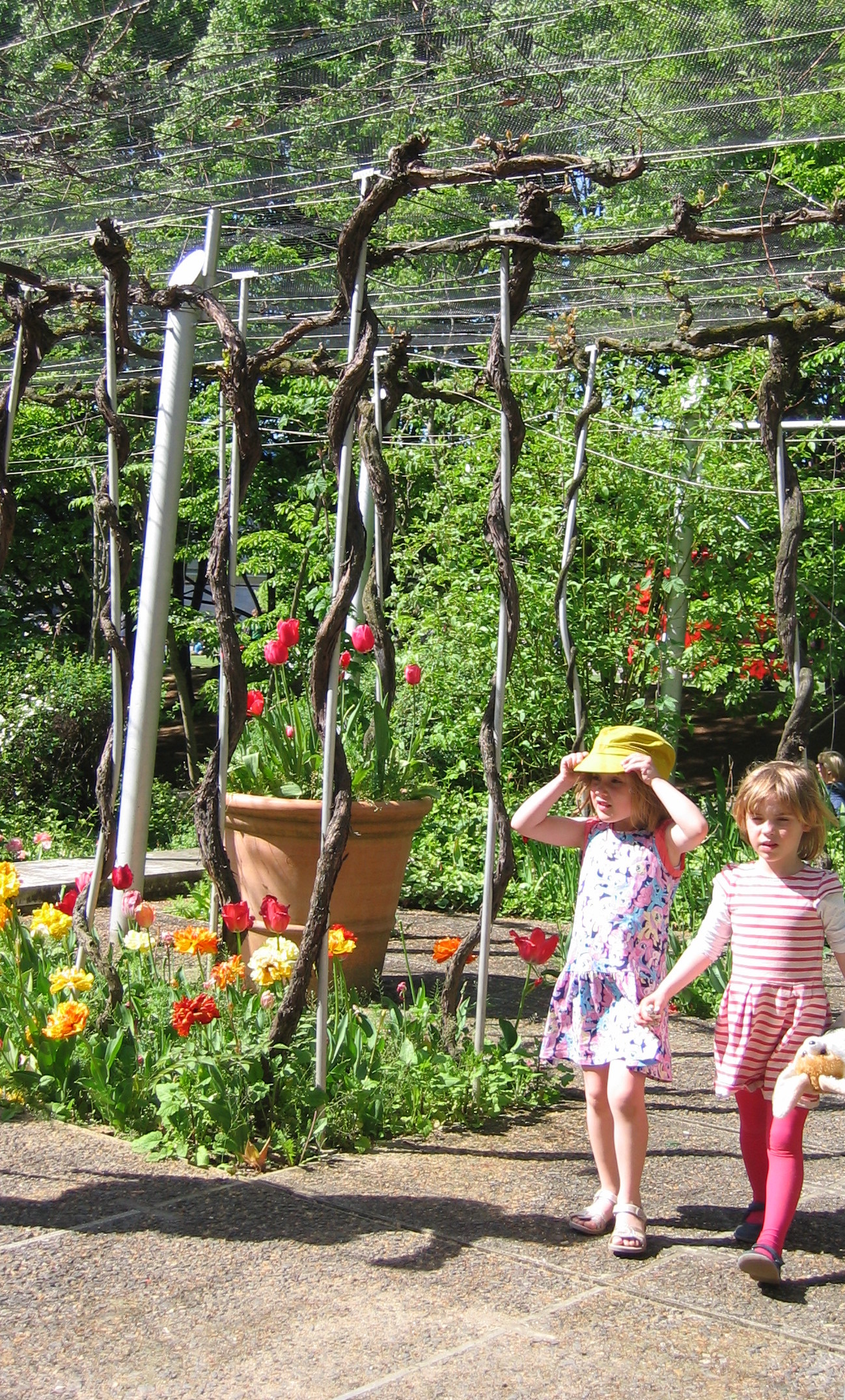
Jardin de la Treille.

- Bernard Tschumi (Jardin des miroirs, des équilibres, des frayeurs enfantines, des voltiges, des îles)
- Isabelle Devin et Catherine Rannou (Jardin des vents et des dunes)
- Fabrice Hyber (L'Artère, Jardin des dessins)
- Laurence Vacherot, Gilles Vexlard (Jardin de la treille)
- Jean-Max Albert, Sculptures de visées, (Jardin de la treille)
- Alexandre Chemetoff (Jardin des bambous)
- Daniel Buren (La Diagonale des bambous)
- Ursula Kurz (Jardin des ombres et jardin du dragon)
- Bernhard Leitner (Cylindre sonore)
- Claes Oldenburg et Coosje van Bruggen (Bicyclette ensevelie)
- Johann Le Guillerm (La Déferlante)
- Philippe Starck (mobilier urbain)

### Jardins passagers

La Géode.

Créés en 2001, les jardins passagers ont été inspirés par l'exposition « Le Jardin planétaire », présentée en 1999 dans la grande halle par le paysagiste Gilles Clément. À l'emplacement de l'ancienne halle aux moutons, cet îlot écologique de 3 000 m2 abrite des écosystèmes variés : bosquet, friche, mare et mur en pierres sèches. Jardins écologiques à vocation pédagogique et solidaire, les jardins passagers servent de supports à des ateliers pédagogiques de sensibilisation à la biodiversité.
C'est un espace de culture et de pédagogie autour des thèmes de l'écologie. En 2010, les jardins passagers ont reçu le label espaces verts écologiques (EVE), certifié par Ecocert et maintenue depuis[réf. souhaitée]. Les jardins passagers ont été agrandis en 2011 puis mis en accessibilité en 2012. Ils veulent illustrer une approche intégrée de l'accessibilité dans un jardin public qui se traduit notamment par la réalisation de mobilier de jardinage adapté et de choix de revêtement de sol naturel. À ce titre, les jardins passagers sont labellisés Tourisme et handicaps[réf. souhaitée].

## La Villette aujourd'hui

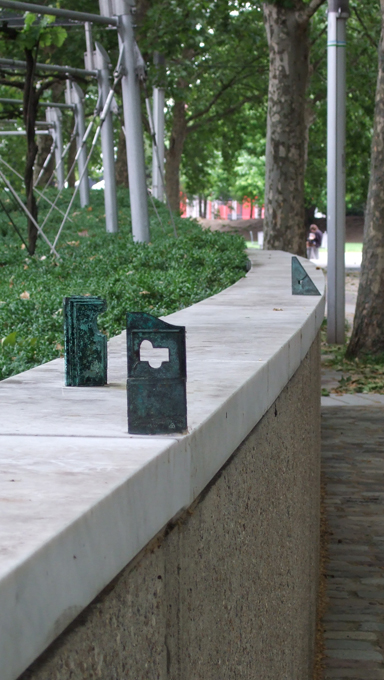
Sculptures de visées, par Jean-Max Albert.

### Différentes structures du parc
- La grande halle de la Villette : bâtiment réhabilité en 1985, composée de la nef (9 000 m2), de l’espace Charlie-Parker (4 000 m2), de 4 studios et 8 balcons, de la salle Boris-Vian.
- La Cité des sciences et de l'industrie , conçue par Adrien Fainsilber et ouverte en 1986.
- La Géode, cinéma implanté dans un bâtiment de type dôme géodésique en 1985.
- La Cité de la musique, par Christian de Portzamparc[10] (salle de concert inaugurée en 1995 et musée de la musique en 1996), intégrée en 2015 à la Philharmonie de Paris.
- Le Conservatoire national supérieur de musique et de danse de Paris (inauguré en 1990).
- Little Villette, anciennement pavillon Paul-Delouvrier.
- Le Zénith de Paris : installation de 1984 initialement provisoire, pérennisée finalement à la suite de son succès.
- La Philharmonie de Paris, créée en 2015.
- L'espace Chapiteaux avec le Chapithôtel (inauguré en 2013) pour héberger les artistes.
- Un sous-marin : l'Argonaute.
- Le Trabendo : salle de spectacle (initialement appelée « Hot Brass » et ouverte au début de 1994).
- Le Cabaret Sauvage, Magic Mirror devenu salle de spectacle permanente en 1997.
- Le théâtre Paris-Villette, installé en 1986 dans l'ancien pavillon de la bourse aux cuirs.
- Le Hall de la chanson, installé dans le pavillon du Charolais, derrière la grande halle[11].
- Le WIP Villette (inauguré en 1987 sous le nom de la Maison de la Villette).
- La halle aux cuirs : lieu de résidences d'artistes.
- L'espace périphérique : lieu de résidences d'artistes.
- Le Cinaxe : cinéma ouvert en 1991 et fermé en 2011.
- Un centre équestre.
- Le pavillon Janvier.
- Le bâtiment d'exploitation en remplacement de l'ancienne Cité Jardin – conçu par Atelier du Pont Architectes
- Un radiotélescope.
- Les jardins thématiques : jardins passagers, jardin des bambous, jardin des frayeurs enfantines, jardin de la treille, jardin des équilibres, jardin des îles, jardin des miroirs, jardin des dunes et des vents, jardin des voltiges, jardin du dragon, jardin des ombres, jardin des dessins.

### Recensement
Le parc compte 3 000 arbres, 70 espèces et variétés différentes, un verger de 23 arbres fruitiers, trois hectares de massifs arbustifs, 3 000 m2 de jardin labellisé espace végétal écologique, quatre ruches (40 000 à 50 000 abeilles dans chaque ruche) et quatre moutons noirs du Velay en écopâturage.
Le parc de la Villette accueille dix millions de visiteurs par an. En 2014, 603 000 personnes ont assisté aux spectacles et aux expositions organisées par La Villette et 50 000 enfants et adultes ont participé à plus de 1 500 Ateliers Villette et à 400 actions de médiation. Plus de 1 500 artistes ont été programmés, et 121 projets ont été accueillis en résidence.

## Programmation
Grâce à ses grandes surfaces en plein-air la Villette accueille régulièrement des événements. 
Depuis 1991, tous les étés, la Villette accueille le plus grand cinéma en plein-air de Paris. Sur la prairie du Triangle à côté de la grande halle est installé un écran géant gonflable pour permettre à plusieurs milliers de personnes d'assister à une projection gratuitement. En 2023, ce sont 25 projections qui sont organisées durant l'été. L'édition 2024 a été annulé car le parc de la Villette a accueilli le Parc des Nations durant les Jeux olympiques de 2024.
En 2024, le Parc des Nations installé à la Villette réunit les pavillons d'une douzaine de pays. Plus d'1,5 million de visiteurs sont venus découvrir les installations.